# Provincia di Lualaba
La  provincia di Lualaba, (francese: province du Lualaba) è una delle 26 province della Repubblica Democratica del Congo. Il suo capoluogo è la città di Kolwezi.
La provincia si trova nel Congo meridionale.
Nel precedente ordinamento amministrativo del Congo (in vigore fino al 2015) la provincia non esisteva in quanto faceva parte della più ampia Provincia del Katanga.

## Geografia antropica

### Suddivisioni amministrative
La provincia di Lualaba, è suddivisa nelle città di Kolwezi (capoluogo) ed in 5 territori:
- territorio di Dilolo, capoluogo: Dilolo;
- territorio di Kapanga, capoluogo: Kapanga;
- territorio di Sandoa, capoluogo: Sandoa;
- territorio di Lubudi, capoluogo: Lubudi;
- territorio di Mutshatsha, capoluogo Mutshatsha.